# 布盧明格羅夫 (紐約州)
布盧明格羅夫（英語：Blooming Grove）是一個位於美國紐約州奧蘭治縣的鎮。

## 人口
根據2020年美國人口普查的數據，布盧明格羅夫的面積為91.56平方千米，當中陸地面積為89.97平方千米，而水域面積為1.59平方千米。當地共有人口18811人，而人口密度為每平方千米205人。